# ۱۱۹۲ (قمری)
۱۱۹۲ (قمری)، هزار و صد و نود و دومین سال در گاهشماری هجری قمری است. اول محرم این سال برابر با سی‌ام ژانویه سال ۱۷۷۸ میلادی است.